# Boucardicus
Boucardicus é um género de gastrópode  da família Cyclophoridae.
Este género contém as seguintes espécies:
- Boucardicus albocinctus
- Boucardicus antiquus
- Boucardicus carylae
- Boucardicus culminans
- Boucardicus curvifolius
- Boucardicus delicatus
- Boucardicus divei
- Boucardicus esetrae
- Boucardicus fidimananai
- Boucardicus fortistriatus
- Boucardicus magnilobatus
- Boucardicus mahermanae
- Boucardicus rakotoarisoni
- Boucardicus randalanai
- Boucardicus simplex
- Boucardicus tridentatus
- Boucardicus victorhernandezi
- Boucardicus anjarae
- Boucardicus avo
- Boucardicus hetra
- Boucardicus lalinify
- Boucardicus mahavariana
- Boucardicus matoatoa
- Boucardicus menoi
- Boucardicus peggyae
- Boucardicus pulchellus
- Boucardicus tantelyae